# 美团
美团（港交所：3690、OTCBB：MPNGF

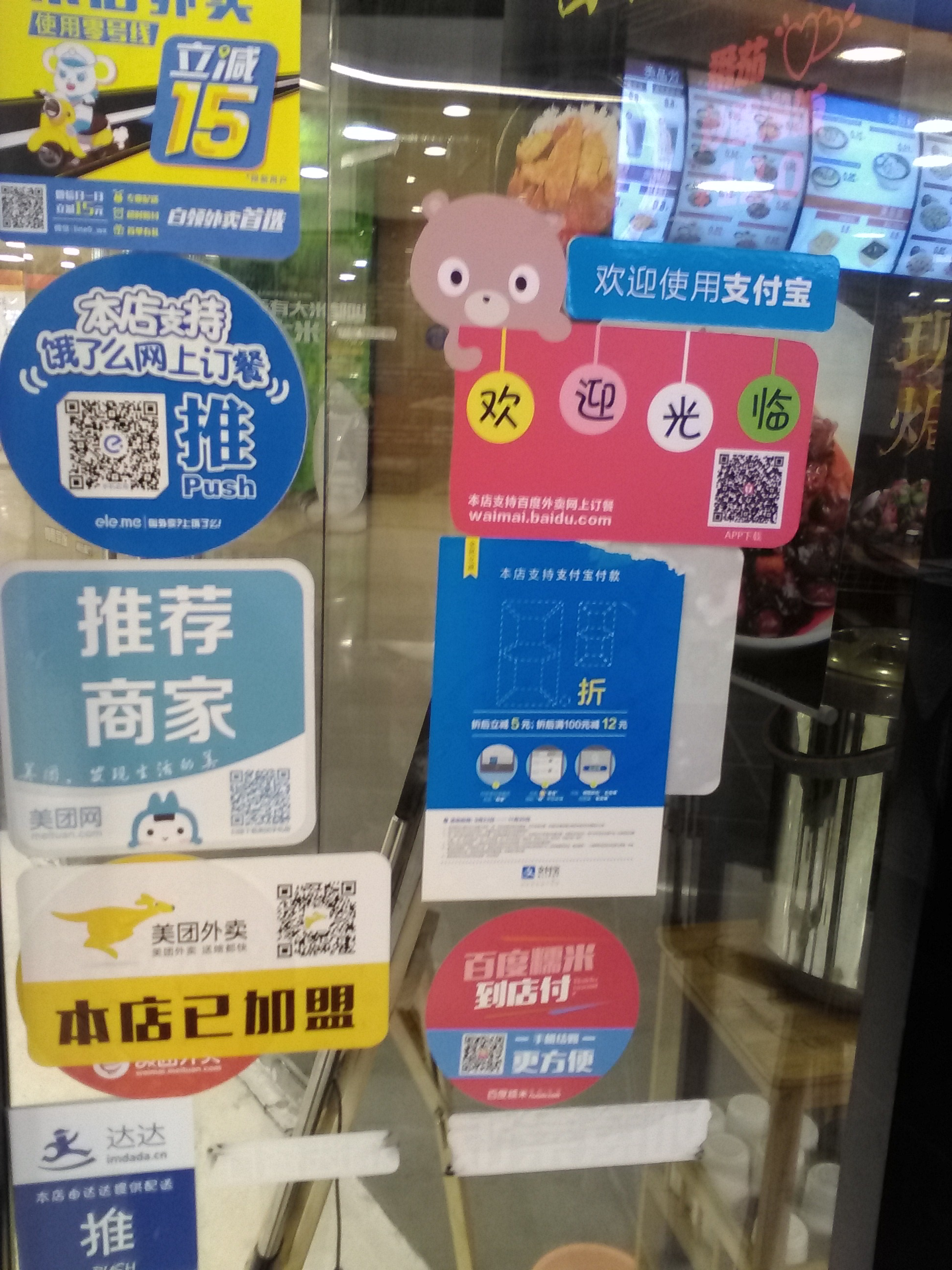
某餐厅粘贴的“美团推荐商家”标识

、港交所：83690（人民幣結算））是中国一家以提供生活服务为主的电子商务公司，其自我定位为“科技零售公司”，与大众点评网合并后曾称美团点评，2020年9月起复称美团。美团由经营中国内地团购网站美团网起家，旗下拥有美团网、美团外卖、美团闪购、美团优选、大众点评网、美团单车（原摩拜單車）等互联网平台，业务涉及衣食住行各领域，包括餐饮、外卖、家政、商品配送、出行、住宿、旅游等服务。
美团2018年在香港交易所上市，2020年12月7日成為恒生指數成份股。香港財經界把阿里巴巴（港交所：9988）、騰訊（港交所：700）、美團（港交所：3690）、小米（港交所：1810）四隻中國大陸科技股的英文名稱首個字母，合稱「ATMX」股份。

## 历史
人人网（原校内网）、饭否的创始人王兴参照美国团购网站Groupon，于2010年1月建立中国内地首个团购网站“美团网”，2010年3月4日正式上线。2011年，团购业务市场份额跃居全国第一。2012年起，试水进入其他业务，美团酒店、美团电影（后更名猫眼电影）、美团外卖相继上线。2015年7月，美团设立外卖配送事业群和酒店旅游事业群。  2015年9月，美团增设全资子公司猫眼文化传媒有限公司，将原团购业务升级为到店事业群。
2015年10月8日，美团宣布与大众点评网合并，更名美团点评（又称“新美大”），新公司实施联合CEO制度，两家公司在人员架构上保持不变，并将保留各自的品牌和业务独立运营。2016年1月，该新公司已完成首次融资，融资额超33亿美元，融资后新公司估值超过180亿美元。
2016年6月，光线传媒收购猫眼电影。2016年9月，美团收购钱袋宝，获得第三方支付牌照。2017年1月，美团将到店餐饮事业群和外卖配送事业群合并为餐饮平台事业群，原大众点评网平台和到店综合事业群整合为综合事业群，原美团网平台和酒店旅游事业群合并为酒旅事业群。
2017年2月14日，美团成立出行事业部，美团打车在南京试点上线。2018年4月4日，美團以價值16億美元的公司股份外加11億美元現金，另承擔摩拜10億美元債務，收購摩拜单车，當中3.2億美元作用注資摩拜，而摩拜A輪及B輪投資者和創辦團隊將收取7.5億美元退出公司，有指收購總值達37億美元。
2018年10月，美团宣布“Food+Platform”战略，形成两大事业群——到店事业群、到家事业群。
2019年6月13日，美团正式宣布更改标志，同时使用新的标准色，由此前的蓝色改为黄色，又称“美团黄”。线下的所有触点和交互入口也将变为黄色，其中包括被收购的摩拜单车。
2020年8月，恆指服務公司公佈美團點評獲納入國企指數成份股，同年9月7日生效，但未獲納入恆生指數成份股。
2020年10月，美团发布公告称公司名称变更为“美团”，代替原有的“美团点评”，该项变更已于9月30日生效。2020年11月，恆指服務公司終公佈同年12月7日起正式把美團納入恆生指數成份股。
2021年9月，美团将战略升级为“零售+科技”，以“美团优选”进军社区电商市场。
2023年5月，美團旗下香港外賣平台「Keeta」正式推行服務，首個服務試點設於旺角及大角咀地區，亦是美團首次在中國內地以外的地區提供服務。

## 股價走勢
美團在2018年9月20日於香港交易所上市，招股價69港元，當日收市報72.9港元，成交錄12.36億元，每手賺390港元。但其後股價不斷走低，在2018年12月錄得49.2港元，創上市以來新低。之後股價回升，2019年11月曾升破100港元，直至2020年1月，股價再創112港元上市新高。股價在2020年3月再試低位70.1港元，但其後不斷攀升，先後在同年4月重返100港元，股價不斷創新高，同年7月更升破200港元。2020年9月2日，美團股價創出280港元的歷史新高，其後回落。2020年11月3日，彭博指美團將在中國大陸第二上市，股價一度升至302.4港元，其後公司否認上市計劃，股價回順。同年11月5日，恆生指數大升800點，美團再創新高，最高升至338.2元的歷史高位，同時股價已大幅拋離同系的阿里巴巴。同年11月10日，美團股價創歷史新高後，中國大陸突然推出反壟斷法，針對互聯網企業，消息令美團股價單日急挫10%，錄得自上市以來最大單日跌幅。此後，股價反覆下跌至同年12月28日的低位258港元後，此後回升。2021年1月25日，美團一度升破400港元，最高見407.6港元，創歷史新高，收報399.8港元，當時股價已超越同系的京東。2021年2月11日的鼠年最後交易日，美團再創歷史新高，收報445港元；而全年股價急升3.3倍，為最強勢藍籌股，市值淨增加逾2萬億港元。
其後股價開始頂反覆下跌。2021年4月，美團首次配售股份集資，以先舊後新方式配售1.87億股，每股配售價介乎265至274元，較美團當日收市價289.2元，折讓5.3%至8.4%，連同發可換股債共籌逾760億港元，當中騰訊認購逾30億港元美團股份。
2022年11月16日，騰訊向股東實物分派美團股份，作為特別中期股息。合資格股東持有每10股股份，將獲發1股美團B類普通股，按持股比例以實物分派約9.58億股美團B類普通股的特別中期股息。
2023年11月29日，美團股價跌穿100港元，失守「紅底股」。
2024年1月10日，美團股價一度跌至接近2018年的上市招股價$69港元（$69.55港元），其後受公司回購股份消息帶動回升，該日收市報$71.75港元。

## 主要股東
美團的股本將分為A類股份及B類股份，對於提呈公司股東大會的任何決議案，A類股可
投10票，B类股份持有人每股可投一票。
- 騰訊：11.4386%（4.896億股A類股）
- 王兴：20.1363%（6.23億股B類股）
- 红杉资本：8.31%，持股為4.82億股
- 穆荣均：2.5141%（1.26億股A類股）
- 奥本海默基金（英语：OppenheimerFunds）：1.03%
- 王慧文：0.7264%（0.364億股A類股）
- 其他投资者：53.7478%

## 主要資產
- 美團網
- 美團外賣

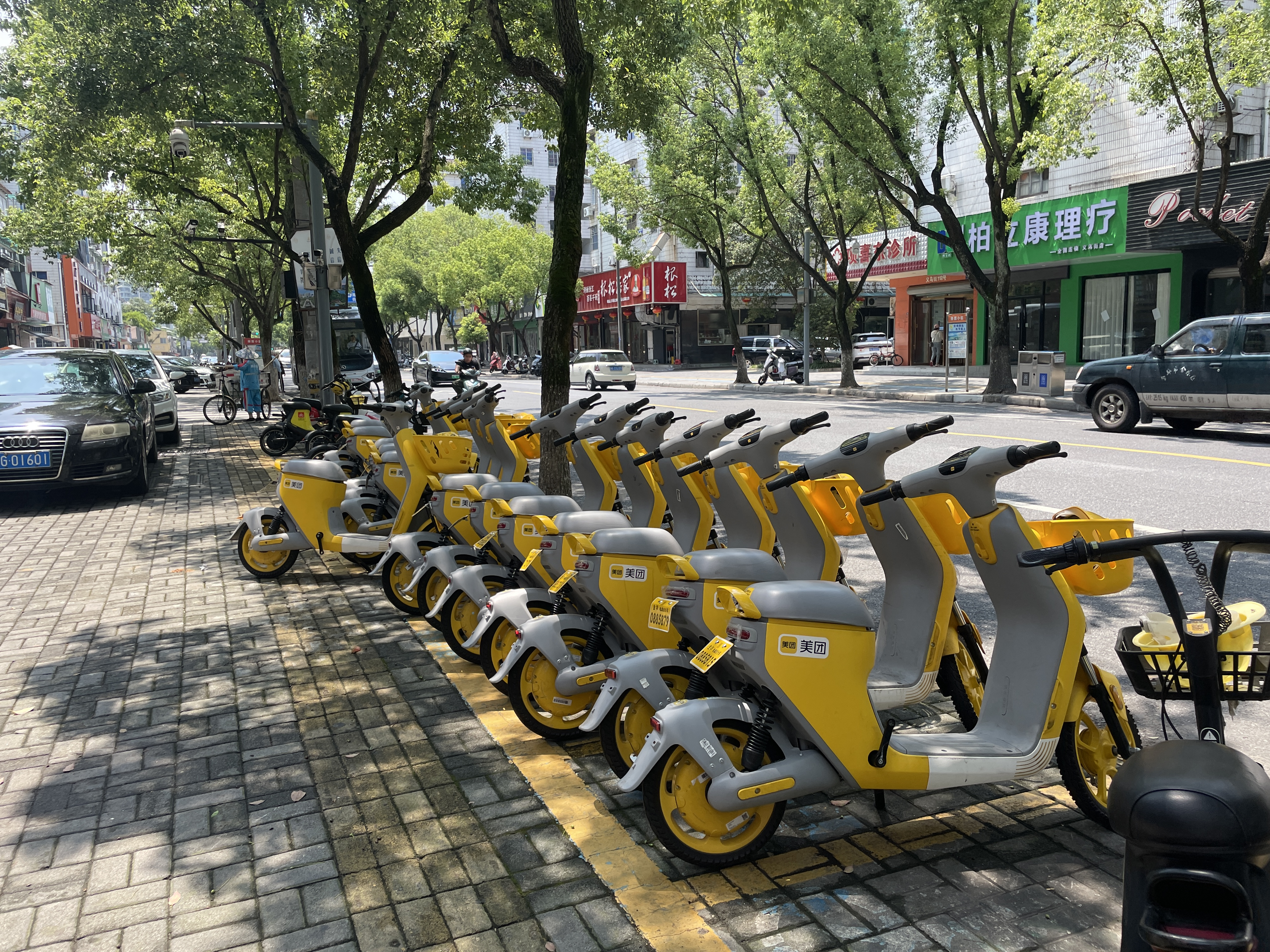
浙江省金华市美团的共享电动车

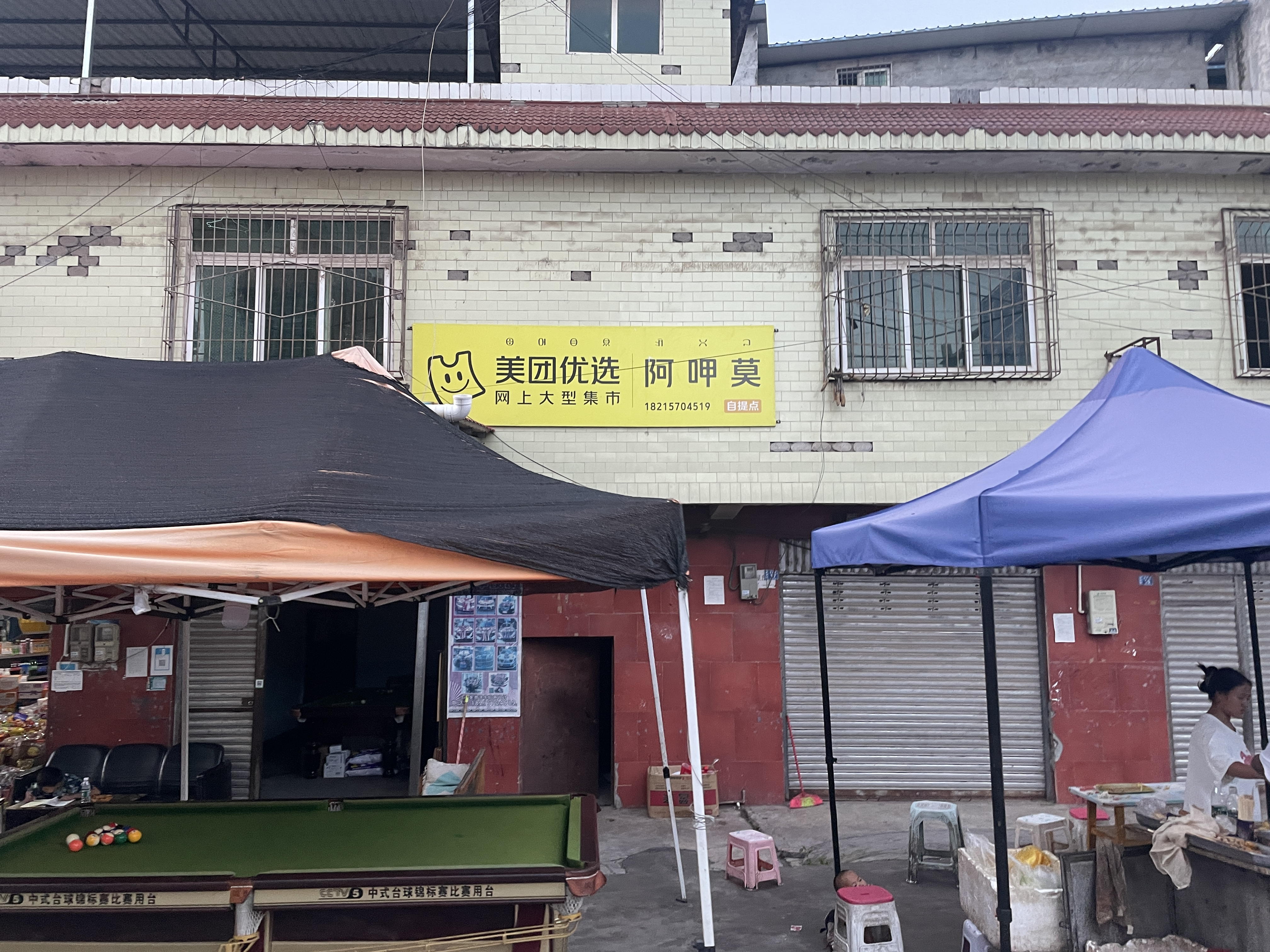
四川省越西县普雄镇的美团优选加盟自提点

- 香港外賣平台 Keeta（透過Kangaroo Limited[36]）
- 大眾點評網
- 美團優選
- 美團快驢
- 美團閃購
- 小象超市
- 浣熊食堂
- 美团打车
- 團好貨
- 美團單車
- 美團醫藥健康
- 貓眼娛樂8.56%由貓眼電影和微影時代合併而成
- 印度外賣平台Swiggy
- 美团共享充电宝（美团充电）
- 理想汽車通过旗下InspiredElite Investments持股12.5%，有4.9%的投票权
- 吉林億聯銀行28.5%

## 争议

### 现金流操作爭議
2018年11月19日，应职业打假人王海举报，他經過測試和追查發現美团金流運作流程有規避金融法規嫌疑，涉嫌套取七天時間差內的資金周轉權，對其他市場上業者形成不公平競爭。這是美團的金流過程第三次被人已知的公開舉報有問題。
王海微博實名举报信显示他本人在2018年9月19日訂購美團外賣餐點兩份，咨询招商银行後發現收款方為“（特约）美团点评”，没有显示全称而且银行也查不到全称本身就有怪異。又登录大众点评网分别使用微信、Apple Pay、美团支付购买了3份晚餐，银行记录均显示收款人为“美团点评”，之後他故意退款，查询微信账单发现收款人商户全称“北京三快在线科技有限公司”。
王海认为客人付的錢性质为客户备付金，需由持《支付业务许可证》的第三方支付机构来代收代付。美團旗下有支付牌照的「钱袋宝」公司可用卻故意不用，涉嫌违法经营意图逃避政府金融监管以便于挪用资金或赚取利差。他發現美团商家的加盟規則為每隔七天商家才能自提结款。而這七天內等於所有錢存在於一個沒執照沒監管的不明場所，2017年公司交易额已破3600亿、日均交易额约10亿人民币，即便只有七天的账期也意味着可能被挪用進出投資或用于吃利差的资金高达近70亿，這是一個巨大隱藏性利益，而其他同行甚至不同行業的一般公司卻沒有這利益，形成違法者的不公平競爭優勢。
他認為被举报人违反了《非金融机构支付服务管理办法》第四十七条规定：任何非金融机构和个人未经中国人民银行批准擅自从事或变相从事支付业务的，中国人民银行及其分支机构责令其终止支付业务；涉嫌犯罪的，依法移送公安机关立案侦查；构成犯罪的，依法追究刑事责任。王海还要根据《支付结算违法违规行为举报奖励办法》对他进行舉報奖励。
11月21日，美团对王海举报做出官方回应称，此前已与有关部门按照要求制定合规改进方案，并按计划持续推动方案实施。美团公司已经按有关部门要求与清算组织合作，按计划推动整改方案实施，但語意模糊，外界尚不知更多細節。

### 扫码充值100万元争议
2019年10月20日，一名顾客在浙江省诸暨市的一家面馆用餐。由于面馆刚开业，当时举行充值优惠活动，该顾客欲通过美团提供的收银机扫码充值100元人民币，后因误操作充值100万元，最终面馆负责人也于21日联系美团，将多余充值款退还给顾客并与顾客取得联系。然而这一事件也引发了“技术流”质疑，而美团也就此事件作进一步调查。后经调查发现，此情况实为收银设备故障，而商家也没有收到男子支付的100万元。

### 湖北黄冈市民通过美团优选平台违规采购进口冷链食品事件
2020年12月10日（冠状病毒病疫情期间），黄冈市黄州区新冠肺炎疫情防控指挥部发布通报，12月8日上午，武汉市对洪山区昌晶冷链仓储中心进口冷链食品进行新冠病毒核酸监测检测时，发现巴西进口冷冻猪小里脊肉1份检测结果呈阳性。黄州区24户居民通过美团优选平台采购了上述同批次的进口冷冻猪小里脊肉，区疫情防控指挥部立即组织开展流行病学调查，进一步追踪排查相关人员和涉事食品，对相关人员、涉事食品和环境进行核酸检测，对涉事食品的相关人员进行居家隔离和健康监测，对环境进行终末消毒。区市场监管部门对4户购买未食用的巴西进口冷冻猪小里脊肉封存销毁。黄冈市黄州区公安分局已对美团优选黄州区合作方进行立案，依法严肃查处。对违规采购进口食品的24户居民，自费承担核酸检测费用并落实居家隔离措施，并处以200元人民币的罚款。此通报传出后引发网友热议，认为黄州区新冠肺炎疫情防控指挥部对“违规采购”的定义含糊不清，而网友亦对“全区禁止采购进口冷冻肉品”表示质疑。封面新闻评论认为，“全区禁止采购进口冷冻肉品”通告，本身就是有悖于上位法，是没有任何法律依据的，也是没有经过必要的合法性审查的。新华网亦发文指出，建议黄州公安在通报中将居民的违法事实及所触犯的条例表述得更具体。有受影響的居民夫婦表示，該批凍肉包裝簡陋，沒有詳細標籤，根本無法分辨產地，因此購入時並不知情其涉嫌违规；事後全家的個人私隱更按防疫機制被公開至幼儿园及工作单位，夫婦甚至被單位要求辭職；更批評政府做法無理。12月12日，黄州区疫情防控指挥部发布“关于黄州区居民网购涉疫进口冷链食品后续处置情况的通报”，对此前24人所作行政处罚，包括每人200元罚款，由原行政处罚机关予以撤销，核酸檢測亦會免費提供，并对24名居民处理不当表示歉意。当晚，黄州区委宣传部副部长吕有明接受中央广播电视总台中国之声的专访，表示黄州区领导已经与企业领导见面，不会因该事件影响涉事居民的工作岗位。而14天的隔离期，单位亦会依规发放基本工资。此外吕有明还表示，作为销售方的美团亦被处罚，美团北京总部会派人与住户商谈损失。

### 将南京大屠杀纪念馆标注为“休闲娱乐”事件
2021年1月2日，有网友发现美团门票中的侵华日军南京大屠杀遇难同胞纪念馆相关条目的“特色”一栏，被标注为“放松身心、休闲娱乐的好去处”，引发众多网友关注和批评。此外，美团门票在其他许多重要历史遗迹与纪念馆的介绍中也可发现诸如“室内玩乐”、“无肉不欢”等标注。当日下午，美团门票就此事公开致歉。

### 禁止“郑爽”点外卖事件
2021年2月20日，美团外卖被曝将劣迹艺人“郑爽”设为敏感词，用户如将收件人、取餐人填写“郑爽”则无法订餐。此事引发用户尤其是郑爽粉丝和与郑爽同名同姓者的不满。

### 涉嫌垄断
2021年4月26日，国家市场监督管理总局根据举报，依法对美团实施“二选一”等涉嫌垄断行为立案调查。该公司随后回应称，公司将积极配合监管部门调查。2021年10月8日，市场监管总局要求美團上交34.42亿元罰款，同时美團還要连续三年向市场监管总局提交自查合规报告。

### 消费者权益保护方面问题
2021年5月10日，上海市消费者权益保护委员会约谈了美团，指出美团在消费者权益保护方面存在问题，包括取消订单引发的退款；订送餐、生鲜蔬菜配送不履约；页面误导消费者。